# 12878 Erneschiller
12878 Erneschiller è un asteroide della fascia principale. Scoperto nel 1998, presenta un'orbita caratterizzata da un semiasse maggiore pari a 2,6250049 au e da un'eccentricità di 0,0968118, inclinata di 3,63982° rispetto all'eclittica.
L'asteroide è dedicato all'insegnante statunitense Ernest Schiller.